# Pier Francesco Tosi
Pier Francesco Tosi (13. srpna 1654 Cesena – 16. července 1732 Faenza) byl italský zpěvák-kastrát, hudební skladatel a autor významné školy zpěvu, která poskytuje jedinečný pohled do technických a sociálních aspektů barokní vokální hudby.

## Život
Narodil se 13. srpna 1654 v Ceseně, v italském kraji Emilia-Romagna. Hudební vzdělání získal u svého otce, známého skladatele a varhaníka Giuseppe Tosiho. V dětství byl kastrován, aby jeho soprán zůstal vysoký a čistý.

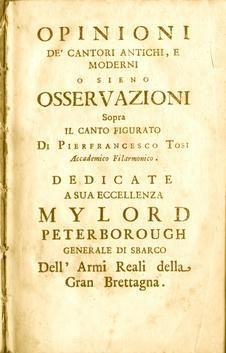
Titulní strana anglického vydání díla Osservazioni...

V letech 1676–1677 zpíval v chrámu v Římě a v letech 1681–1685 v milánské katedrále. Odtud byl vyloučen pro „nepřístojné chování“. Z té doby je jen málo informací o jeho hudební činnosti. Jediné zaznamenané operní představení ve kterém účinkoval se konalo v roce 1687 v Reggio nell'Emilia (byla to opera Giovanni Varischina Odoacre) a nějaký čas pobýval v Janově.
Od roku 1693 žil Tosi v Londýně, kde si otevřel pěveckou školu a pravidelně zpíval na veřejných koncertech. V roce 1701 přijel do Vídně, kde působil nejen jako dvorní kapelník, ale i jako diplomat ve službách císaře Josefa I. V roce 1724 se vrátil do Anglie nadšený hudbou Georga Friedricha Händela. Znovu vyučoval zpěv a stal se zakládajícím členem Akademie staré hudby (Academy of Ancient Music) Na sklonku života se vrátil do Itálie a přijal kněžské svěcení.

## Dílo
Jako zpěvák se proslavil nejen v Itálii, ale v celé Evropě, nicméně nejvíce byl uznáván jako vynikající učitel zpěvu a hudební teoretik. Jeho spis Opinioni de’ cantori antichi e moderni o sieno Osservazioni sopra il canto figurato (Názory starověkých i současných pěvců...) byl okamžitě přeložen do němčiny a do angličtiny a stal se základní učebnicí pěveckého mistrovství po celé století.
Kromě zpěvu a výuky zpěvu působil i jako hudební skladatel, i když jeho tvorba nebyla příliš početná. Je znám jako autor oratoria Umučení svaté Kateřiny (Il martirio di Santa Caterina) a několika árií a kantát.